# Чепелевский, Иван Ильич
Иван Ильич Чепелевский  (1842—1904) — русский государственный деятель, Виленский и Витебский губернатор. действительный статский советник.

## Биография
Родился в 1842 году. Происходил из дворян Калужской губернии.
Окончив курс в первом Московском кадетском корпусе, вступил в службу 30 июня 1862 года подпоручиком в 8-й стрелковый батальон и вскоре был переведён прапорщиком в 6-ю артиллерийскую бригаду. В 1863 году переведён в батарейную батарею 11-й артиллерийской бригады. Оставив в 1864 году из-за болезни военную службу через 4 года, в 1868 году он был зачислен в распоряжение главного начальника Северо-Западного края, с откомандированием для занятии во временную комиссию по крестьянским делам. В 1869 году был назначен мировым посредником 1-го участка Виленского уезда, в 1873 году — председателем Лидского уездного мирового съезда и зачислен состоящим при министерстве внутренних дел.
В 1875 году был назначен Лидским уездным предводителем дворянства, а в 1878 году — почётным мировым судьёй Лидского судебного мирового округа. В 1881 году участвовал в трудах комиссии учрежденной по Высочайшему повелению для выяснения вредных сторон экономической деятельности евреев в Виленской губернии. В том же году был назначен членом от правительства в Виленское губернское по крестьянским делам присутствие. В 1882 году сверх того был назначен членом губернских по воинской повинности и по городским делам присутствии и училищного совета Виленской дирекции народных училищ. В том же году получил приглашение в Петербург к участию в занятиях комиссии по устройству быта чиновников северо-западных губерний. В 1886 году был назначен почётным мировым судьёй Виленского судебного мирового округа. В 1890 году стал Виленским уездным предводителем дворянства и председателем Лидского съезда мировых посредников.
В 1896 году был назначен Виленским губернатором, а 24 мая 1899 года — Витебским губернатором.